# Diócesis de Jeju
La diócesis de Jeju (en latín: Dioecesis Cheiuen(sis) y en coreano: 천주교 제주교구) es una circunscripción eclesiástica latina de la Iglesia católica en Corea del Sur, sufragánea de la arquidiócesis de Gwangju. La diócesis tiene al obispo Pius Moon Chang-woo como su ordinario desde el 22 de noviembre de 2020.

## Territorio y organización
La diócesis extiende su jurisdicción sobre los fieles católicos de rito latino residentes en la provincia de Jeju en el estrecho de Corea. 
La sede de la diócesis se encuentra en la ciudad de Jeju, en donde se halla la Catedral de la Inmaculada Concepción.
En 2019 la diócesis estaba dividida en 28 parroquias.

## Historia
La prefectura apostólica de Cheju fue erigida el 28 de junio de 1971 con la bula Quoniam supremi del papa Pablo VI separando territorio de la arquidiócesis de Gwangju.
El 21 de marzo de 1977 la prefectura apostólica fue elevada al rango de diócesis con la bula Munus Apostolicum del papa Pablo VI.
En 2021 tomó su nombre actual.

## Episcopologio
- Sede vacante (1971-1977)

- Michael Pak Jeong-il (15 de abril de 1977-8 de junio de 1982 nombrado obispo de Jeonju)
- Paul Kim Tchang-ryeol (11 de noviembre de 1983-20 de julio de 2002 retirado)
- Peter Kang U-il (20 de julio de 2002-22 de noviembre de 2020 retirado)
- Pius Moon Chang-woo, por sucesión el 22 de noviembre de 2020

## Estadísticas
De acuerdo al Anuario Pontificio 2020 la diócesis tenía a fines de 2019 un total de 80 292 fieles bautizados.
| Año                                                                             | Población            | Población | Población      | Sacerdotes | Sacerdotes    | Sacerdotes    | Bautizados por sacerdote | Diáconos permanentes | Religiosos | Religiosos | Parroquias |
| Año                                                                             | Bautizados católicos | Total     | % de católicos | Total      | Clero secular | Clero regular | Bautizados por sacerdote | Diáconos permanentes | Varones    | Mujeres    | Parroquias |
| ------------------------------------------------------------------------------- | -------------------- | --------- | -------------- | ---------- | ------------- | ------------- | ------------------------ | -------------------- | ---------- | ---------- | ---------- |
| 1980                                                                            | 14 483               | 456 988   | 3.2            | 15         | 6             | 9             | 965                      |                      | 12         | 27         | 10         |
| 1990                                                                            | 29 698               | 516 946   | 5.7            | 19         | 14            | 5             | 1563                     |                      | 8          | 51         | 14         |
| 1999                                                                            | 47 297               | 534 715   | 8.8            | 35         | 27            | 8             | 1351                     |                      | 10         | 87         | 22         |
| 2000                                                                            | 50 761               | 539 439   | 9.4            | 34         | 27            | 7             | 1492                     |                      | 10         | 100        | 22         |
| 2001                                                                            | 52 468               | 543 323   | 9.7            | 31         | 25            | 6             | 1692                     |                      | 9          | 100        | 22         |
| 2002                                                                            | 54 550               | 547 964   | 10.0           | 31         | 25            | 6             | 1759                     |                      | 9          | 100        | 23         |
| 2003                                                                            | 57 198               | 552 310   | 10.4           | 32         | 26            | 6             | 1787                     |                      | 8          | 101        | 23         |
| 2004                                                                            | 58 512               | 553 864   | 10.6           | 34         | 29            | 5             | 1720                     |                      | 8          | 105        | 23         |
| 2006                                                                            | 62 113               | 559 747   | 11.1           | 38         | 31            | 7             | 1634                     |                      | 9          | 106        | 24         |
| 2013                                                                            | 70 546               | 592 449   | 11.9           | 49         | 42            | 7             | 1439                     | 1                    | 7          | 99         | 27         |
| 2016                                                                            | 75 579               | 641 355   | 11.8           | 54         | 46            | 8             | 1399                     | 2                    | 8          | 108        | 27         |
| 2019                                                                            | 80 292               | 692 032   | 11.6           | 56         | 48            | 8             | 1433                     |                      | 8          | 117        | 28         |
| Fuente: Catholic-Hierarchy, que a su vez toma los datos del Anuario Pontificio. |                      |           |                |            |               |               |                          |                      |            |            |            |